# Ceresium cylindricellum
Ceresium cylindricellum är en skalbaggsart som beskrevs av J. Linsley Gressitt 1951. Ceresium cylindricellum ingår i släktet Ceresium och familjen långhorningar. Inga underarter finns listade i Catalogue of Life.